# We're Only in It for the Money
We're Only in It For the Money je třetí studiové album skupiny The Mothers of Invention, vydané v březnu roku 1968.

## Seznam skladeb
Všechny skladby napsal Frank Zappa.

### Strana 1
1. "Are You Hung Up?" (1:23)
2. "Who Needs the Peace Corps?" (2:34)
3. "Concentration Moon" (2:32)
4. "Mom & Dad" (2:16)
5. "Bow Tie Daddy" (1:22)
6. "Harry, You're a Beast" (1:22)
7. "What's the Ugliest Part of Your Body?" (1:03)
8. "Absolutely Free" (3:26)
9. "Flower Punk" (3:57)
10. "Hot Poop" (0:16)

### Strana 2
1. "Nasal Retentive Calliope Music" (2:03)
2. "Let's Make the Water Turn Black" (1:45)
3. "The Idiot Bastard Son" (2:44)
4. "Lonely Little Girl" (Listed on the gatefold sleeve as "It's His Voice On the Radio") (1:45)
5. "Take Your Clothes Off When You Dance" (1:35)
6. "What's the Ugliest Part of Your Body? (Reprise)" (0:57)
7. "Mother People" (2:32)
8. "The Chrome Plated Megaphone of Destiny" (6:25)

## Sestava

### The Mothers of Invention
- Frank Zappa – kytara, piáno, zpěv, hlasy
- Dick Barber – zpěv
- Jimmy Carl Black – trubka, bicí, zpěv
- Roy Estrada – baskytara, zpěv
- Bunk Gardner – dřevěné nástroje
- Billy Mundi – bicí, zpěv
- Don Preston – klávesy
- Euclid James "Motorhead" Sherwood – saxofon, hlasy
- Suzy Creamcheese – hlas telefonu
- Ian Underwood – piáno, klávesy, hlasy, dřevěné nástroje
- Pamela Zarubica – zpěv

### Ostatní
- Eric Clapton
- Gary Kellgren
- Spider Barbour
- Dick Kunc
- Vicki Kellgren
- Sid Sharp